# Ромеро, Бренда
Бренда Луиза Ромеро (англ. Brenda Louise Romero, 12 октября 1966 Огденсберг, Нью-Йорк, США), имя при рождении — Бренда Гарно (англ. Brenda Garno), ранее известная как Бренда Брэтуайт (англ. Brenda Bratwhite) — американская разработчица и дизайнер компьютерных игр. Она родилась в Огденсберге, штат Нью-Йорк, и окончила университет Кларксон. Ромеро больше всего известна своей работой над серией ролевых видеоигр Wizardry, а затем над серией The Mechanic is the Message. Она работает в области разработки игр с 1981 года, приняв участие над разработкой свыше 49 игр.
При разработке серии Wizardry Ромеро занималась игровым дизайном, дизайном уровней, системным дизайном и написанием сценариев. Она также написала руководства и документацию для некоторых продуктов из этой серии. Ромеро занималась написанием текстов и документации для отмеченной наградами серии Jagged Alliance. Она была ведущим дизайнером игр Playboy: The Mansion и Dungeons & Dragons: Heroes.

## Карьера
Ромеро начала свою карьеру в 1981 году в компании Sir-tech Software, Inc., занимающейся разработкой и изданием видеоигр. Она присоединилась к команде, работавшей над ролевой серией Wizardry, первоначально в качестве тестировщицы. Впоследствии Ромеро продвинулась до должности дизайнера Wizardry 8. В Sir-tech она также участвовала в разработке серий Jagged Alliance и Realms of Arkania. После 18 лет работы в Sir-tech Ромеро перешла в Atari, где занималась консольными играми серии Dungeons & Dragons. В 2003 году она присоединилась к Cyberlore Studios для работы над игрой Playboy: The Mansion. Исследования, проведенные Ромеро в ходе разработки этой игры, легли в основу ее книги «Sex in Video Games».
По данным журнала Next Generation, опубликованным в 2009 году, Ромеро обладает самым длительным непрерывным опытом работы в сфере разработки видеоигр среди женщин.
До ноября 2009 года Ромеро возглавляла кафедру интерактивного дизайна и разработки игр в Колледже искусства и дизайна Саванны. После этого она переехала в Сан-Франциско, где работала консультантом в должности креативного директора компании Slide, Inc., специализирующейся на социальных медиа. В мае 2010 года Ромеро заняла пост креативного директора в Lolapps, компании по разработке социальных игр. В ноябре 2010 года совместно с Джоном Ромеро она основала компанию Loot Drop, также занимающуюся социальными играми. В феврале 2011 года Ромеро покинула Lolapps и полностью сосредоточилась на работе в Loot Drop.
В 2013 году Ромеро стала первым приглашенным игровым дизайнером в Программе игр и интерактивных медиа Калифорнийского университета в Санта-Крузе. Впоследствии она возглавила эту программу. С 2013 по декабрь 2018 года Ромеро занимала должность директора магистерской программы по гейм-дизайну и разработке в Университете Лимерика, Ирландия.

## Личная жизнь
27 октября 2012 года вышла замуж за Джона Ромеро, с которым начала встречаться 24 марта 2012 года. У Бренды есть 3 ребенка от предыдущего брака.

## Работы
| Название                               | Год  | Credit                                    |
| -------------------------------------- | ---- | ----------------------------------------- |
| Druid: Daemons of the Mind             | 1995 | автор руководства и диалогов, тестировщик |
| Nemesis: The Wizardry Adventure        | 1996 | автор руководства и диалогов, сценарист   |
| Jagged Alliance 2                      | 1999 | сценарист                                 |
| Jagged Alliance 2: Unfinished Business | 2000 | автор руководства и диалогов              |
| Wizardry 8                             | 2001 | геймдизайнер, сценарист                   |
| Dungeons & Dragons: Heroes             | 2003 | ведущий дизайнер                          |
| Playboy: The Mansion                   | 2005 | ведущий дизайнер                          |
| Playboy: The Mansion — Private Party   | 2005 | геймдизайнер                              |
| Ravenwood Fair                         | 2010 | геймдизайнер                              |
| Tom Clancy’s Ghost Recon: Commander    | 2012 | режиссер, ведущий дизайнер, сценарист     |
| Pettington Park                        | 2012 | геймдизайнер                              |
| Dodger Down                            | 2013 | геймдизайнер, тестировщик                 |
| Gunman Taco Truck                      | 2017 | геймдизайнер                              |
| Empire of Sin                          | 2020 | геймдизайнер                              |